# 田墘厝
田墘厝，是台灣屏東縣林邊鄉的一個傳統地域名稱，位於該鄉東南部。相較於今日行政區，其範圍大致包括田厝村、崎峰村、水利村。

## 歷史
台灣日治初期，田墘厝地區為一街庄，稱為「田墘厝庄」，隸屬於港東中里。該庄北與(石亟)仔口庄為鄰，東北與林仔邊庄為鄰，東南隔林仔邊溪（今林邊溪）與塭仔庄為界，南邊及西南邊臨台灣海峽，西北邊為南屏庄、大潭新庄。
1901年（日治明治三十四年）11月，全台廢縣廳改設二十廳，該庄隸屬於阿猴廳（1903年改稱阿緱廳）。1903年（明治三十六年）6月，該庄編入「林仔邊區」，隸屬於阿緱廳。1909年（明治四十二年）10月，合併二十廳為十二廳，林仔邊區仍隸屬於阿緱廳。1920年（大正九年），全台地方制度大改正，廢十二廳改設五州二廳，該庄改制為「田墘厝」大字，隸屬於高雄州東港郡林邊庄。
戰後林邊庄改制為林邊鄉，隸屬於高雄縣，大字亦改制為村。1950年10月，高、屏分治，林邊鄉改隸屬屏東縣。1951年3月，林邊鄉拆分出溪州鄉（今南州鄉），本地區仍隸屬林邊鄉。

## 聚落
本地區發展較早的聚落有田墘厝、中庄仔、塭尾、崎仔頭、放索、蘆竹塭等，在日治期初期的官方地圖上已有記載。

## 交通
- 省道台17線

## 學校
- 崎峰國小
- 水利國小

## 廟宇
- 林邊放索普龍殿